# VH1
VH1（Video Hits One的首字母縮寫）為一家總部位於美国紐約的音乐频道，由派拉蒙全球所擁有。它於1985年1月1日成立。VH1有《音乐背后》（Behind the Music）、《我爱......》（I Love......）系列、《爱与嘻哈》（Love & Hip Hop）等节目。截至2016年1月，美国约有9020万户家庭能收看該頻道。

## 外部連結
- VH1（页面存档备份，存于）